# Hoekwant
Een hoekwant is een vistuig dat zowel in de visserij als in de vissport wordt gebruikt.
Het is een lange lijn met minstens honderd haakjes, die wordt uitgelegd en een getijde lang blijft liggen. Net als bij een visnet komt de visser later het hoekwant leeghalen.
Er bestaan veel variaties in dikte van de lijn en soort haak, al naargelang de vis die men beoogt te vangen. De botwant is geschikt voor bot, de aalhoekwant voor paling. De 'beug' is een grotere versie, gebruikt door de visserij. De lijn is hier een tros van dik touw, waaraan zijlijnen zitten met haken eraan.